# Мальдера, Альдо
А́льдо Мальде́ра (итал. Aldo Maldera; 14 октября 1953, Милан — 1 августа 2012, Рим) — итальянский футболист, защитник.
Его братья Аттилио и Луиджи также были футболистами.

## Карьера

### В клубах
Альдо Мальдера начинал карьеру в «Милане». В составе «россонери» он дебютировал 26 марта 1972 года во встрече против «Мантовы». На сезон 1972/73 его отправили в аренду в «Болонью». Там Альдо провёл 3 матча, после чего вернулся в Милан. С 1973 по 1982 год Мальдера сыграл за «Милан» в Серии A 227 матчей, забив 30 голов. Всего в разных официальных турнирах за клуб он провёл 313 матчей и забил 39 голов. После того, как Альдо покинул команду, он перешёл в «Рому». С ней Мальдера выиграл чемпионат Италии и Кубок. После «Ромы» футболист поиграл в «Фиорентине», а затем завершил карьеру в «Луккезе».

### В сборных
В 1971 году Альдо сыграл 1 матч в составе молодёжной сборной.
В национальной сборной Мальдера дебютировал 28 мая 1976 года, в турнире в честь 200-летия принятия декларации независимости США, против Англии.
Участник чемпионата мира 1978 года. На турнире сыграл 1 матч, за третье место с командой Бразилии. На Евро-1980 Альдо не провёл ни одного матча. Всего за Италию он сыграл 10 матчей.

#### Матчи и голы за сборную Италии
| №  | Дата            | Место                   | Оппонент   | Счёт | Голы | Соревнование                         |
| 1  | 28 мая 1976     | Нью-Йорк, США           | Англия     | 2:3  | —    | Кубок двухсотлетия независимости США |
| 2  | 3 декабря 1977  | Рим, Италия             | Люксембург | 3:0  | —    | Отборочный матч ЧМ 1978              |
| 3  | 21 декабря 1977 | Льеж, Бельгия           | Бельгия    | 1:0  | —    | Товарищеский матч                    |
| 4  | 25 января 1978  | Мадрид, Испания         | Испания    | 1:2  | —    | Товарищеский матч                    |
| 5  | 8 февраля 1978  | Неаполь, Италия         | Франция    | 2:2  | —    | Товарищеский матч                    |
| 6  | 18 мая 1978     | Рим, Италия             | Югославия  | 0:0  | —    | Товарищеский матч                    |
| 7  | 24 июня 1978    | Буэнос-Айрес, Аргентина | Бразилия   | 1:2  | —    | Чемпионат мира 1994                  |
| 8  | 24 февраля 1979 | Милан, Италия           | Нидерланды | 3:0  | —    | Товарищеский матч                    |
| 9  | 13 июня 1979    | Загреб, Югославия       | Югославия  | 1:4  | —    | Товарищеский матч                    |
| 10 | 17 ноября 1979  | Удине, Англия           | Швейцария  | 2:0  | —    | Товарищеский матч                    |

Итого: 10 матчей; 4 победы, 2 ничьих, 4 поражения.

## Достижения
«Милан»
- Обладатель Кубка Италии: 1976/77
- Чемпион Италии: 1978/79
- Обладатель Кубка Митропы: 1981/82

 «Рома»
- Чемпион Италии: 1982/83
- Обладатель Кубка Италии: 1983/84